# گورستان پراکنده میزاب
گورستان پراکنده میزاب مربوط به سده‌های میانه دوران‌های تاریخی پس از اسلام است و در شهرستان مرند، بخش مرکزی، دهستان هرزندات شرقی، جنوب روستای میزاب واقع شده و این اثر در تاریخ ۲۷ اسفند ۱۳۸۶ با شمارهٔ ثبت ۲۲۲۵۶ به‌عنوان یکی از آثار ملی ایران به ثبت رسیده است.